# Seznam německých spolkových zemí podle úhrnné plodnosti

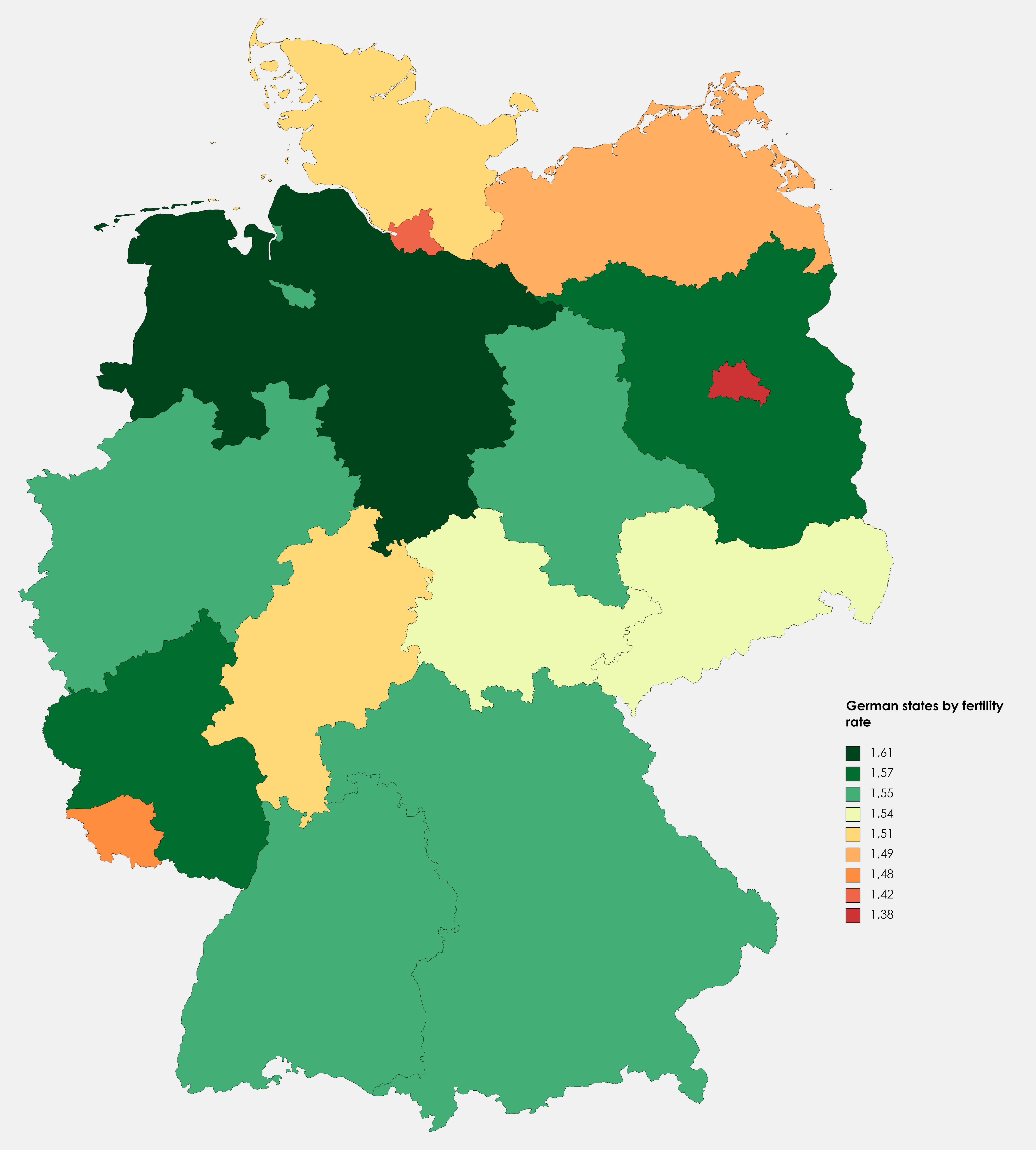
Německé spolkové země podle výše plodnosti v roce 2020

Toto je seznam německých spolkových zemí podle plodnosti od Spolkového statistického úřadu.
|   | Nejnižší plodnost v historii kraje/země                    |
| # | Plodnost v kraji/zemi dosahuje reprodukční hodnoty (≥ 2,1) |
| # | Kraj(e) s nejnižší plodností v daném roce                  |
| # | Kraj(e) s nejvyšší plodností v daném roce                  |

| Spolkové země                     | Plodnost (na jednu ženu) | Plodnost (na jednu ženu) | Plodnost (na jednu ženu) | Plodnost (na jednu ženu) | Plodnost (na jednu ženu) | Plodnost (na jednu ženu) | Plodnost (na jednu ženu) |
| Spolkové země                     | 2016                     | 2018                     | 2019                     | 2020                     | 2021                     | 2022                     | 2023                     |
| --------------------------------- | ------------------------ | ------------------------ | ------------------------ | ------------------------ | ------------------------ | ------------------------ | ------------------------ |
| Dolní Sasko                       | 1,68                     | ▼ 1,62                   | ▼ 1,60                   | ▲ 1,61                   | ▲ 1,66                   | ▼ 1,52                   | ▼ 1,42                   |
| Bádensko-Württembersko            | 1,59                     | ▼ 1,58                   | ▼ 1,57                   | ▼ 1,55                   | ▲ 1,63                   | ▼ 1,49                   | ▼ 1,39                   |
| Bavorsko                          | 1,56                     | ▬ 1,56                   | ▼ 1,55                   | ▬ 1,55                   | ▲ 1,62                   | ▼ 1,49                   | ▼ 1,38                   |
| Porýní-Falc                       | 1,60                     | ▼ 1,59                   | ▼ 1,56                   | ▲ 1,57                   | ▲ 1,61                   | ▼ 1,52                   | ▼ 1,42                   |
| Braniborsko                       | 1,69                     | ▼ 1,62                   | ▼ 1,59                   | ▼ 1,57                   | ▲ 1,60                   | ▼ 1,47                   | ▼ 1,35                   |
| Severní Porýní-Vestfálsko         | 1,61                     | ▼ 1,60                   | ▼ 1,56                   | ▼ 1,55                   | ▲ 1,60                   | ▼ 1,49                   | ▼ 1,39                   |
| Sasko-Anhaltsko                   | 1,62                     | ▼ 1,61                   | ▼ 1,56                   | ▼ 1,55                   | ▲ 1,58                   | ▼ 1,45                   | ▼ 1,37                   |
| Hesensko                          | 1,58                     | ▼ 1,57                   | ▼ 1,54                   | ▼ 1,51                   | ▲ 1,58                   | ▼ 1,46                   | ▼ 1,35                   |
| Svobodné hanzovní město Brémy     | 1,63                     | ▼ 1,60                   | ▬ 1,60                   | ▼ 1,55                   | ▲ 1,57                   | ▼ 1,51                   | ▼ 1,46                   |
| Šlesvicko-Holštýnsko              | 1,61                     | ▼ 1,58                   | ▼ 1,54                   | ▼ 1,51                   | ▲ 1,56                   | ▼ 1,45                   | ▼ 1,33                   |
| Durynsko                          | 1,63                     | ▼ 1,60                   | ▼ 1,56                   | ▼ 1,54                   | ▼ 1,53                   | ▼ 1,43                   | ▼ 1,33                   |
| Sasko                             | 1,66                     | ▼ 1,60                   | ▼ 1,56                   | ▼ 1,54                   | ▼ 1,53                   | ▼ 1,40                   | ▼ 1,26                   |
| Sársko                            | 1,49                     | ▼ 1,47                   | ▼ 1,45                   | ▲ 1,48                   | ▲ 1,51                   | ▼ 1,41                   | ▼ 1,39                   |
| Meklenbursko-Přední Pomořansko    | 1,56                     | ▼ 1,55                   | ▼ 1,54                   | ▼ 1,49                   | ▲ 1,50                   | ▼ 1,39                   | ▼ 1,26                   |
| Svobodné a hanzovní město Hamburk | 1,55                     | ▼ 1,49                   | ▼ 1,47                   | ▼ 1,42                   | ▲ 1,45                   | ▼ 1,32                   | ▼ 1,24                   |
| Berlín                            | 1,54                     | ▼ 1,45                   | ▼ 1,41                   | ▼ 1,38                   | ▲ 1,39                   | ▼ 1,32                   | ▼ 1,17                   |
| Německo                           | ▲ 1,59                   | ▼ 1,57                   | ▼ 1,54                   | ▼ 1,53                   | ▲ 1,58                   | ▼ 1,46                   | ▼ 1,35                   |